# Kim Soo-nyung
Kim Soo-Nyung, född den 5 april 1971, är en sydkoreansk bågskytt, som är född den 5 april 1971. Hon har tagit medaljer av alla valörer vid 1988-2000.